# Henry Irving
Sir Henry Irving (Keinton Mandeville, 6 febbraio 1838 – Bradford, 13 ottobre 1905) è stato un attore teatrale britannico.
Fu il primo attore a ricevere, nel 1895, il cavalierato.

## Biografia
Nato da una famiglia di operai, intraprese gli studi presso la City Commercial School per due anni prima di entrare come impiegato presso uno studio legale all'età di tredici anni. Dopo aver assistito ad una recitazione in teatro del grande attore Samuel Phelps, in una sua interpretazione del personaggio di Amleto, decise di seguirne le orme cercando con tenacia diversi ruoli in tutti i teatri di provincia del Sunderland.
La sua recitazione, molto caratterizzata e personale soprattutto dal punto di vista vocale, divise la critica tra coloro che lo considerarono un genio innovatore e coloro che criticarono il suo esasperato manierismo.
Fu grande amico di Bram Stoker, che fu suo segretario e confidente per ventisette anni; Irving fu anche maestro di recitazione dell'attore sir John Martin-Harvey.